# Немодлин
Немодлин (пол. Niemodlin, нем. Falkenberg) — город в Польше, входит в Опольское воеводство, Опольский повят. Имеет статус городско-сельской гмины. Занимает площадь 13,11 км². Население — 6911 человек (на 2004 год).

## Галерея

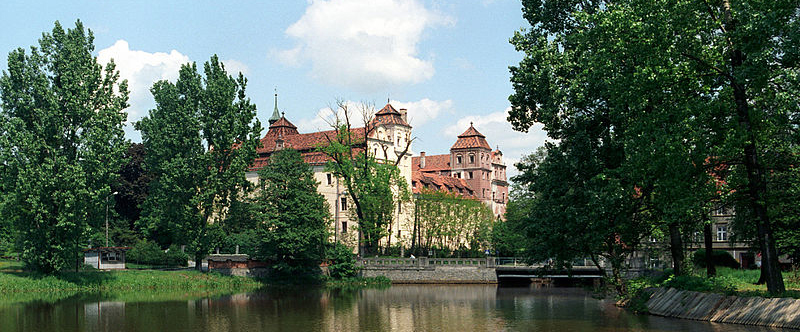
Панорама замка
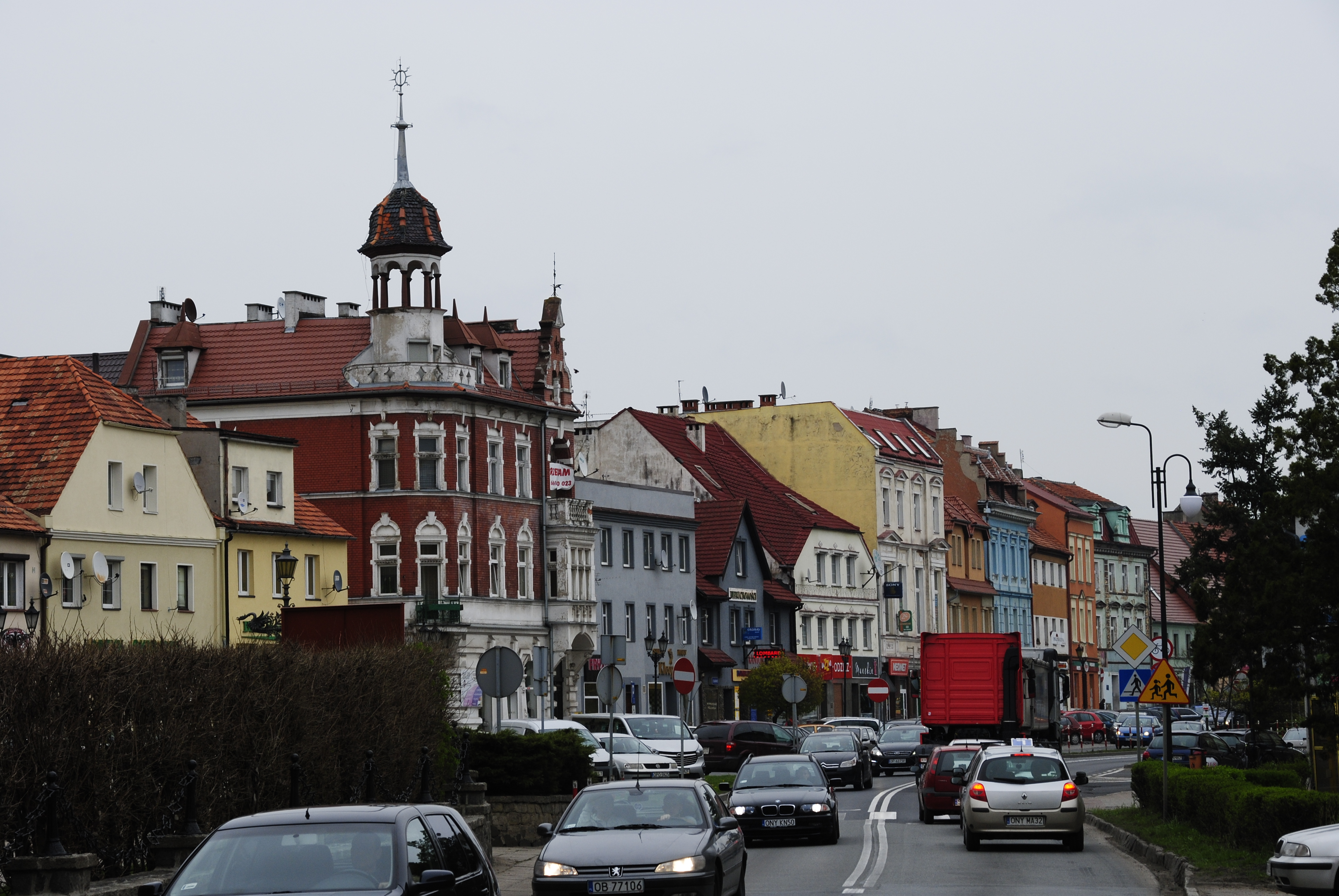
Старые дома
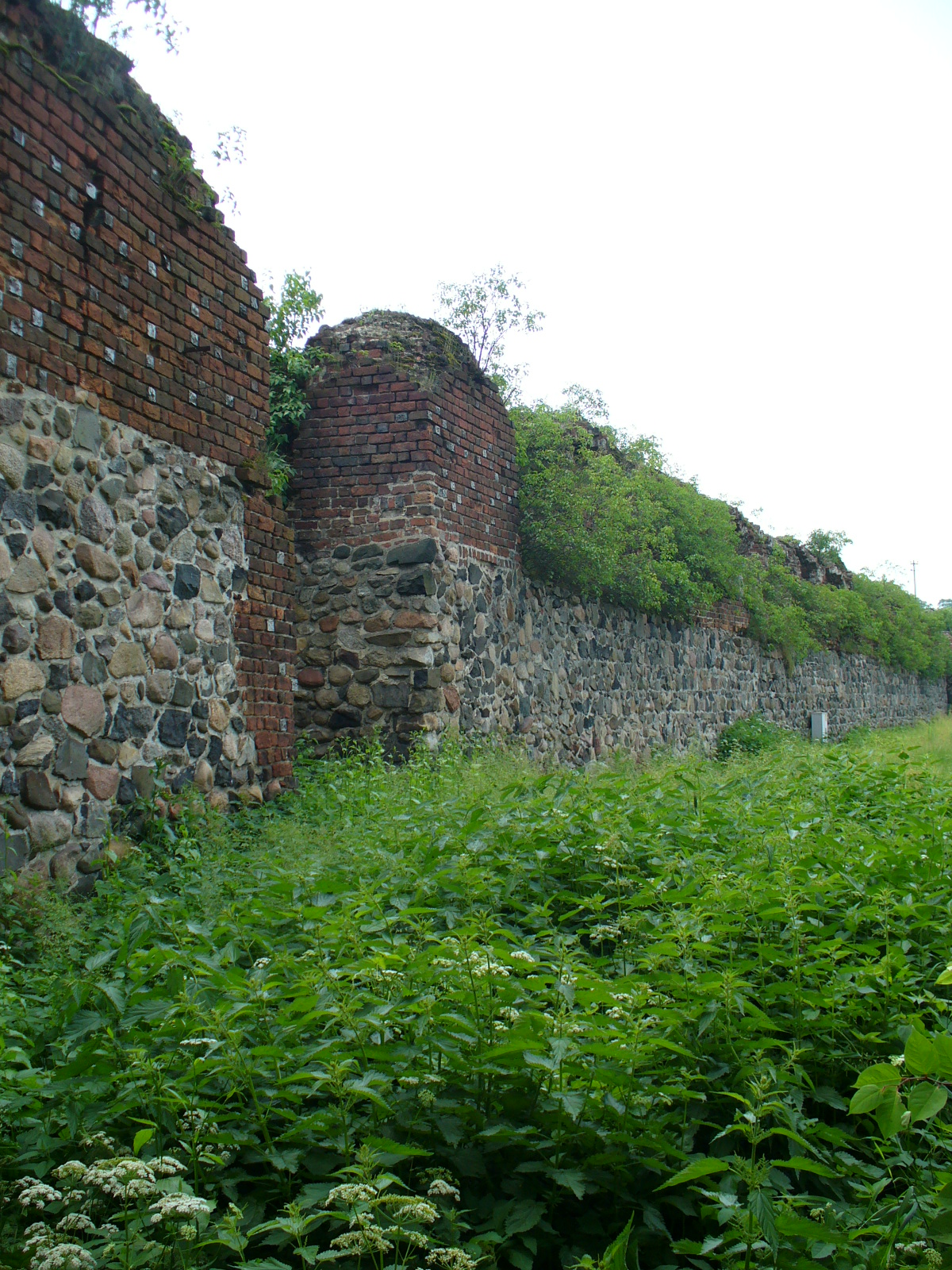
Старая городская стена
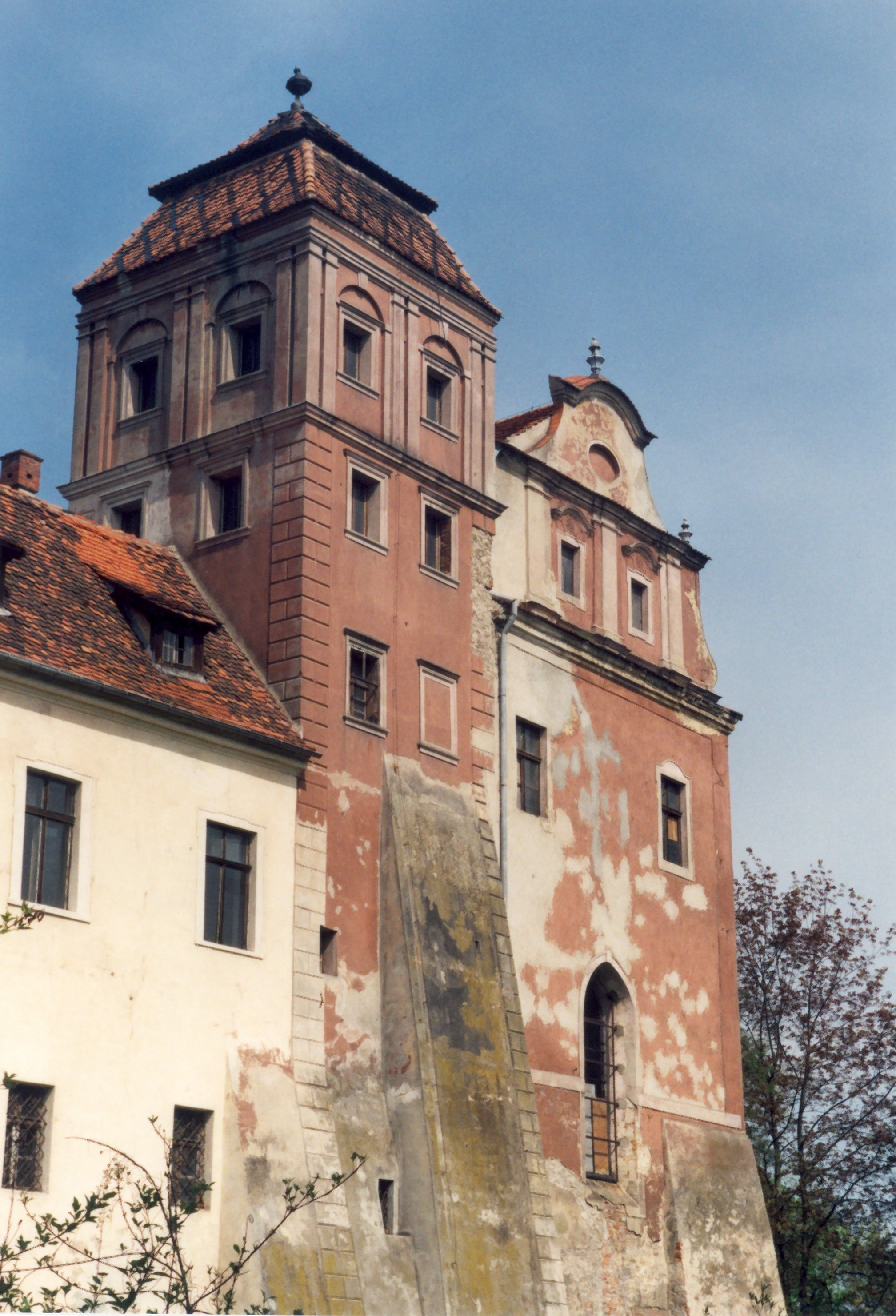
Немодлин
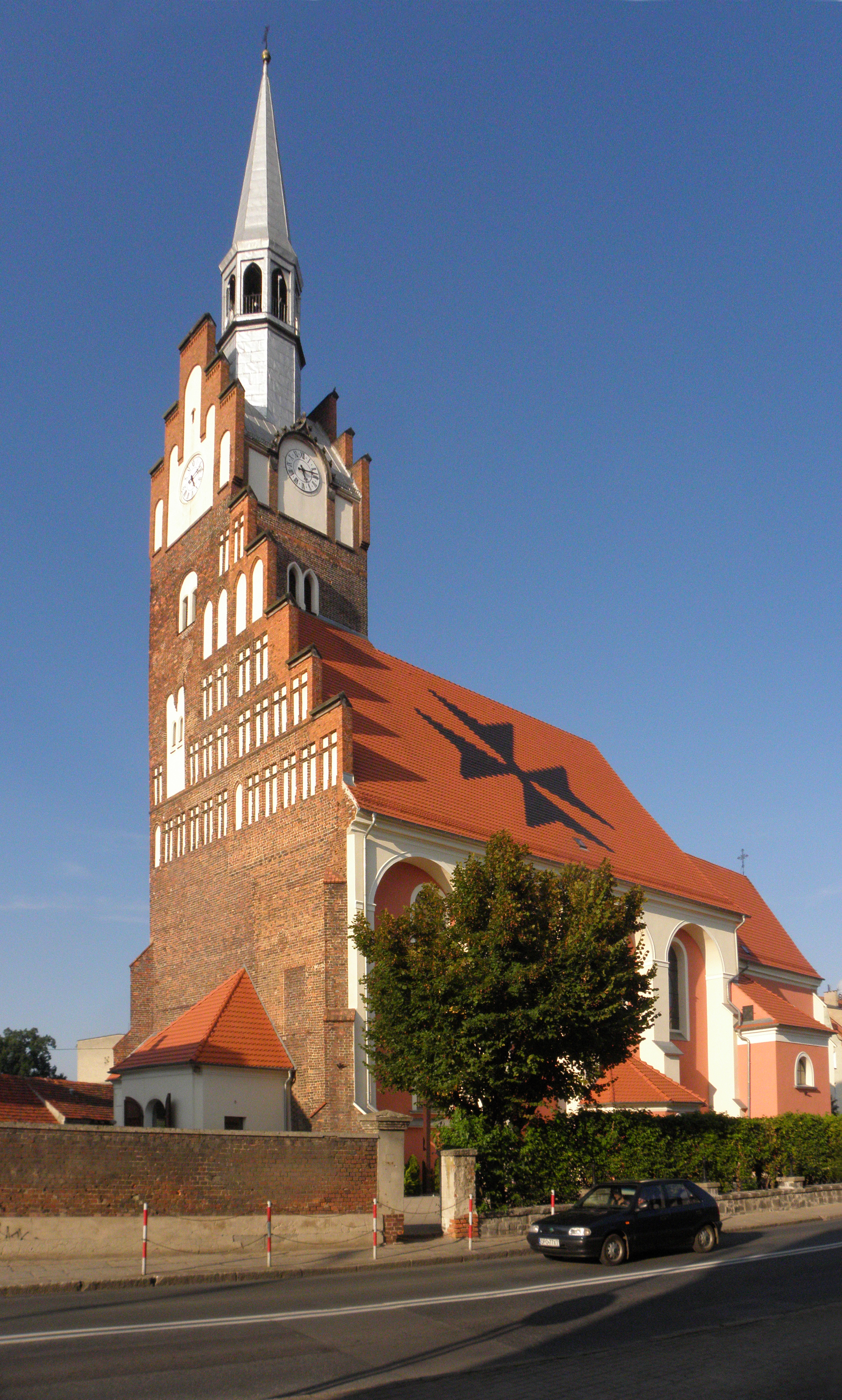
Церковь Успения Пресвятой Богородицы
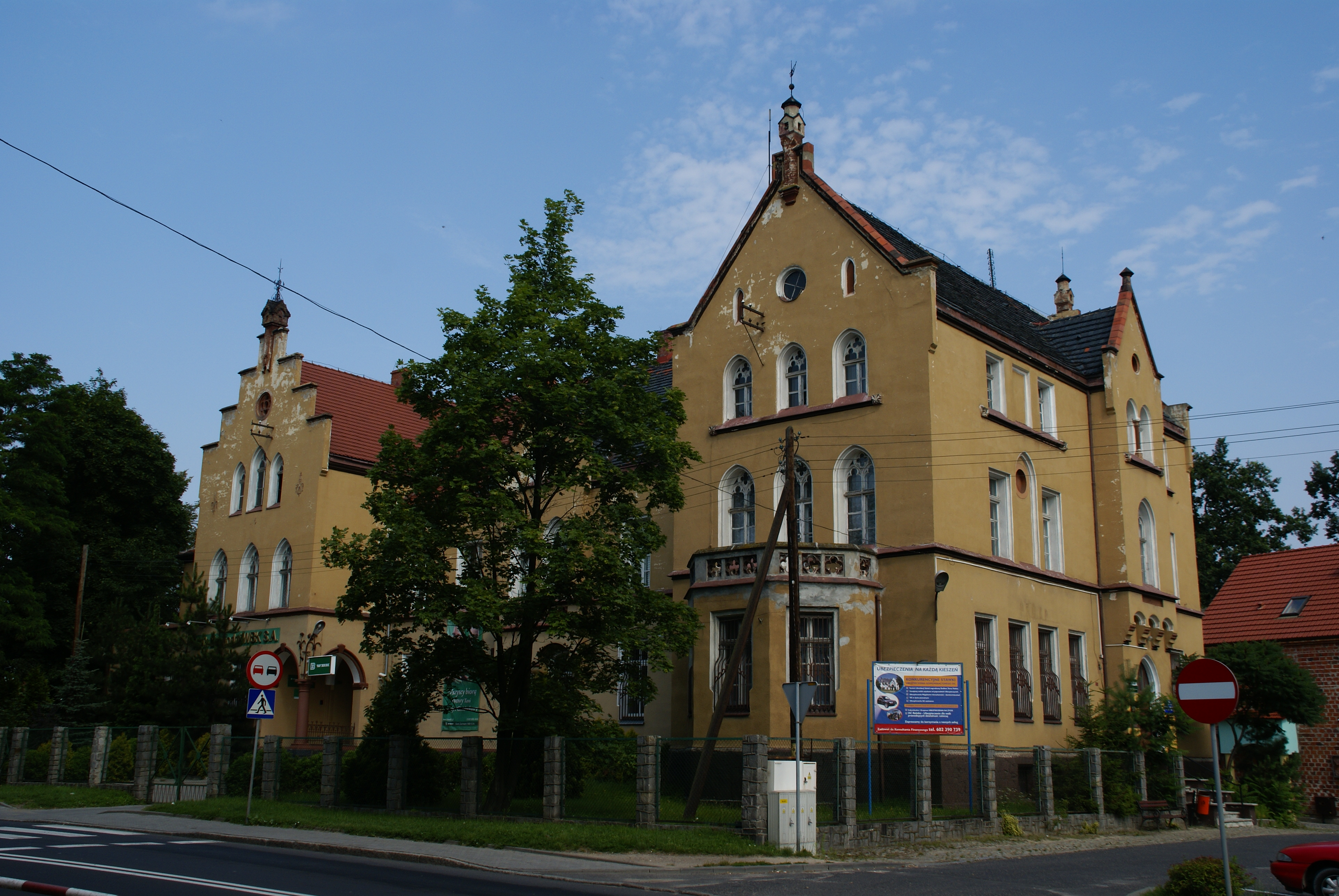
Районное управление
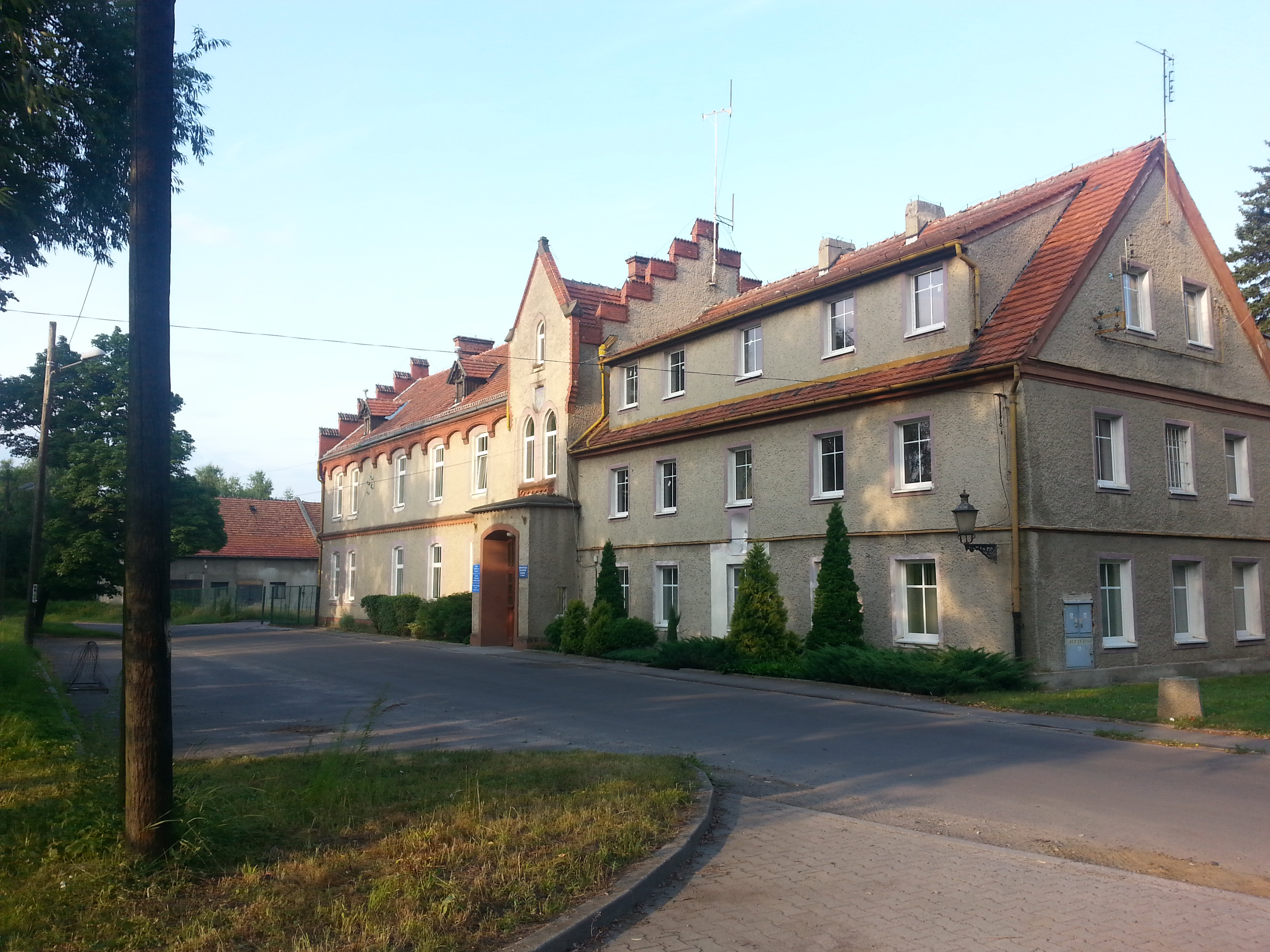
Старинное здание
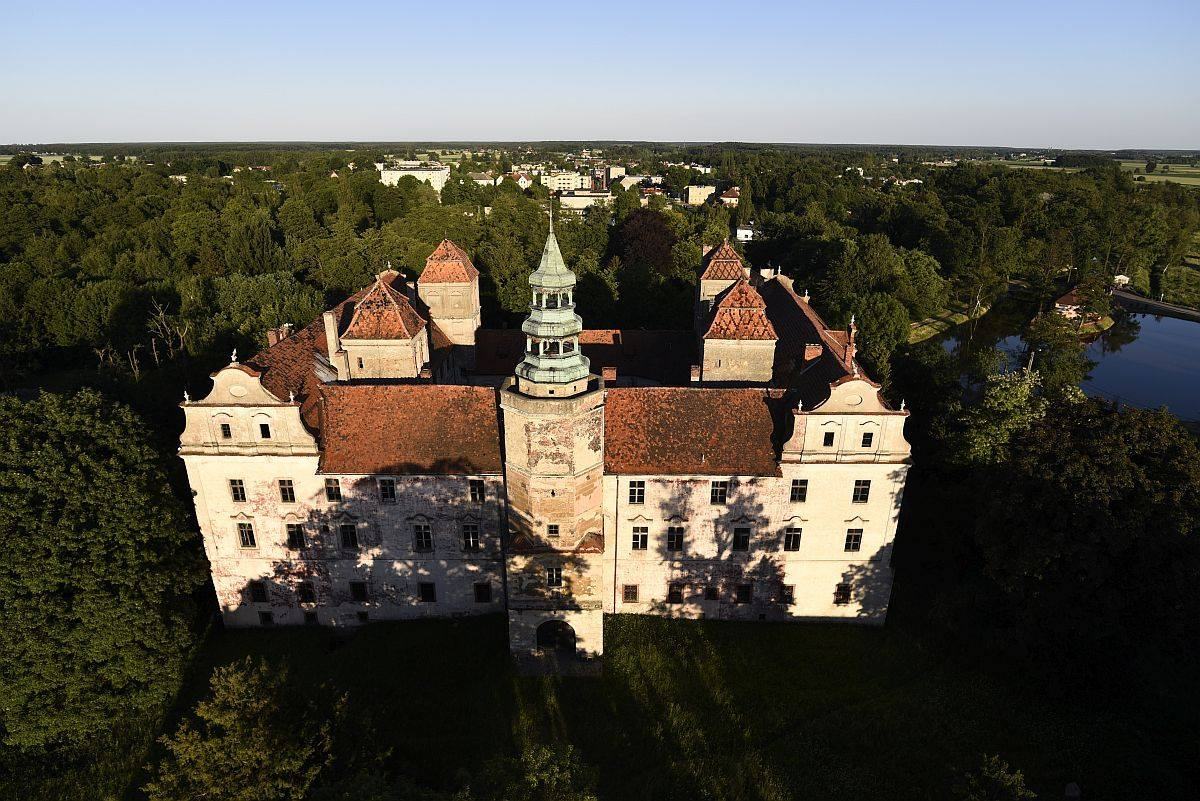
Замок Фалькенберг, основан в 1313 году
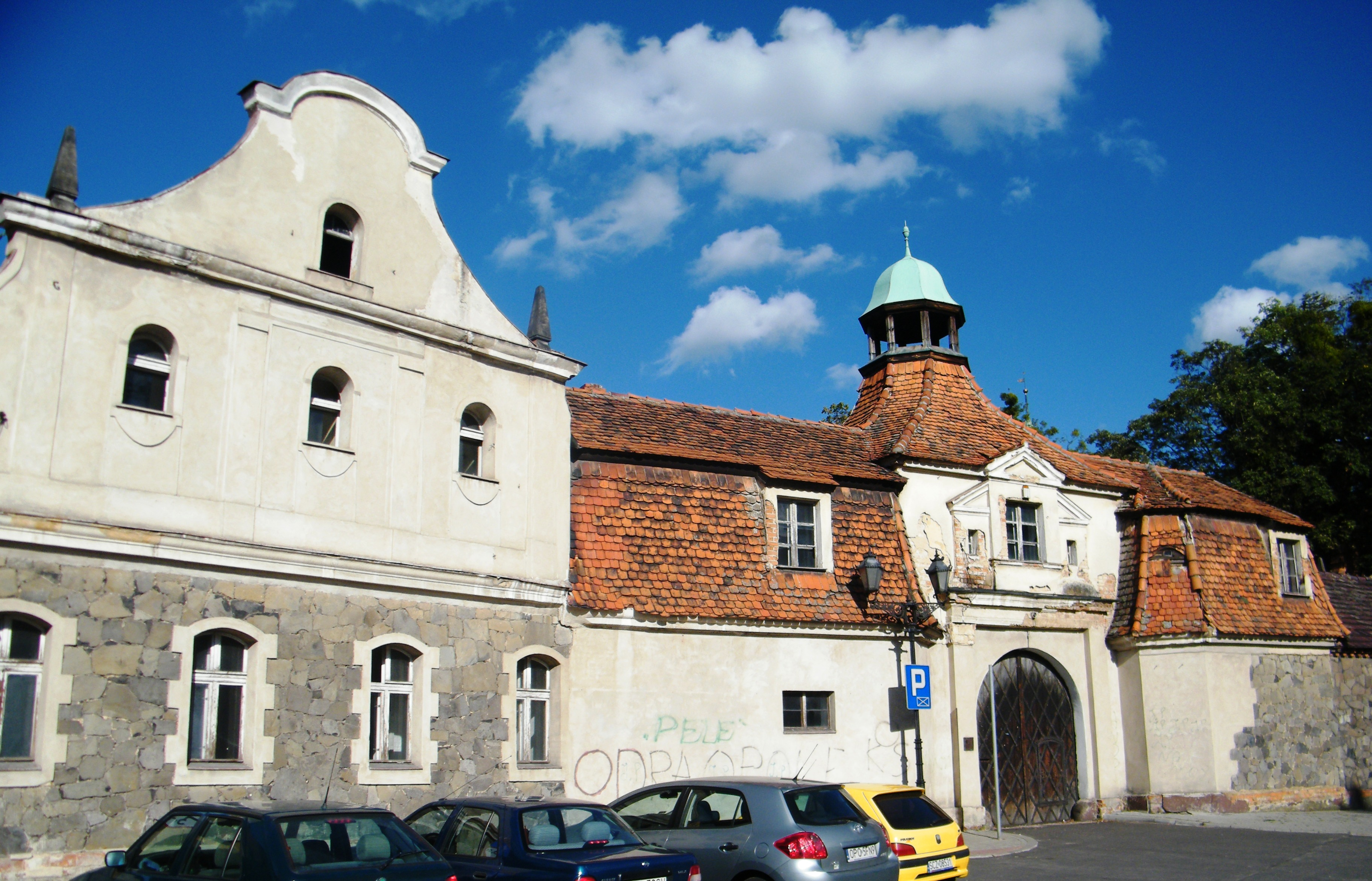
Ворота замка
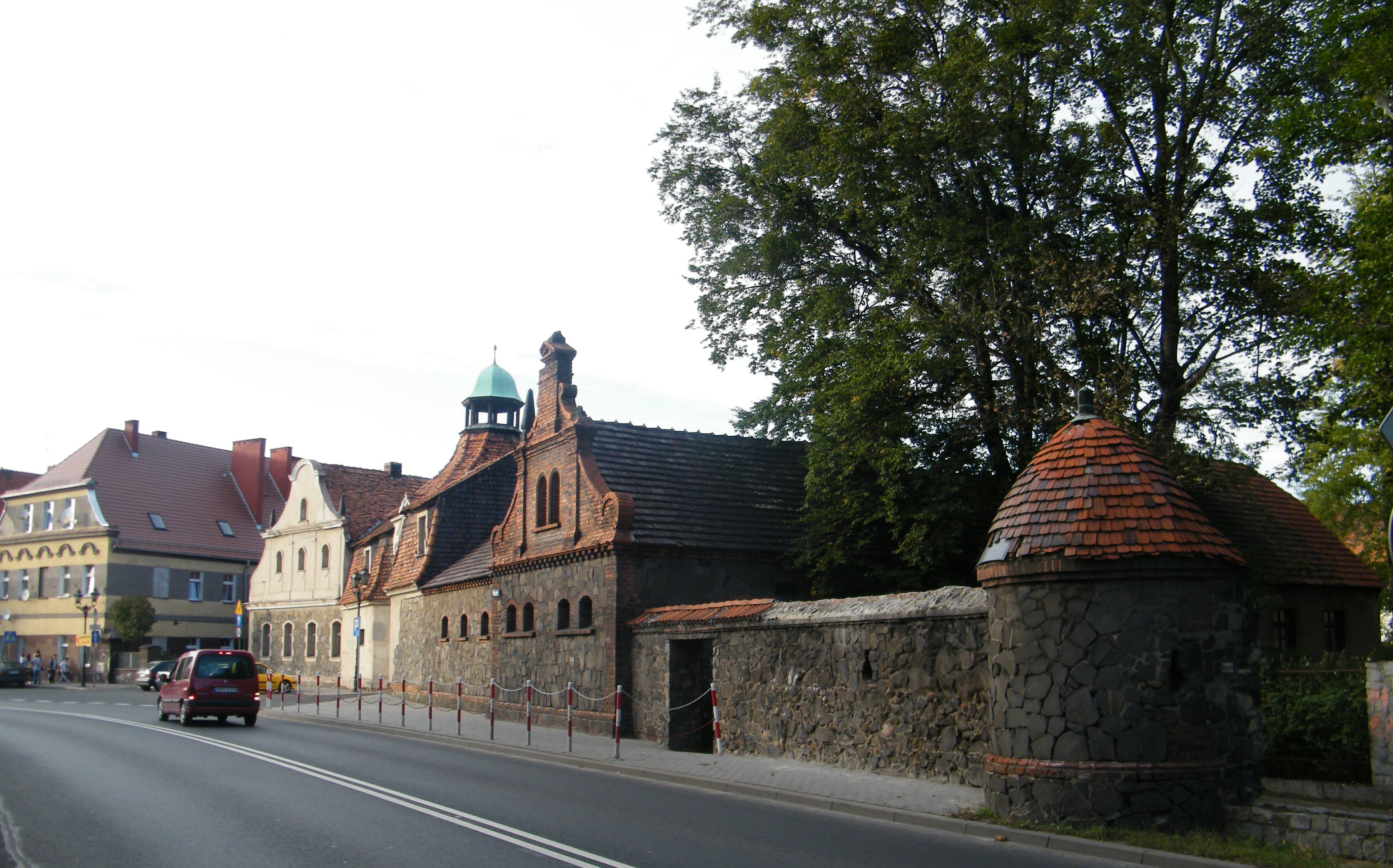
Стена замка